# Calvary Hill
Calvary Hill es una localidad de Trinidad y Tobago, que forma parte del borough de Arima.

## Geografía
La localidad abarca parte de la isla Trinidad y limita al norte con Arima Heights-Temple Village (Tunapuna-Piarco) y Mount Pleasant, al sur con Arima, al este con Mount Pleasant y al oeste con Sherwood Park (Tunapuna-Piarco).

## Demografía
Datos demográficos de la localidad de Calvary Hill:
| Gráfica de evolución demográfica de Calvary Hill entre 2000 y 2011 |
|                                                                    |